# Iglesia de Santiago (Lorca)
La iglesia de Santiago de Lorca, es un templo barroco que tiene como origen previo a la iglesia una ermita del siglo XV en honor al mismo santo. Esa ermita fue ubicada donde, según cuenta la tradición, había predicado el apóstol. Ya es a mitad del siglo XVIII cuando se comenzó la edificación de la actual iglesia de Santiago.
Tiene planta de cruz latina, con una nave principal y dos laterales.

## Historia
A lo largo de su historia, la iglesia ha sufrido gran cantidad de remodelaciones y reconstrucciones, debido a terremotos e incendios.
La primera construcción de la iglesia de Santiago duró desde el año 1470 hasta el 1745. Los terremotos de la zona de Lorca le afectaron destacándose el importante daño que sufrió con el seísmo del año 1674. Aunque se llevan a cabo obras de reestructuración y consolidación en el año a mediados del siglo XVIII la iglesia se encontraba en estado de ruina.
En el año 1745 comienza una gran reedificación de la iglesia, terminándose en 1780. Un año después, en 1781, se abrió al público.

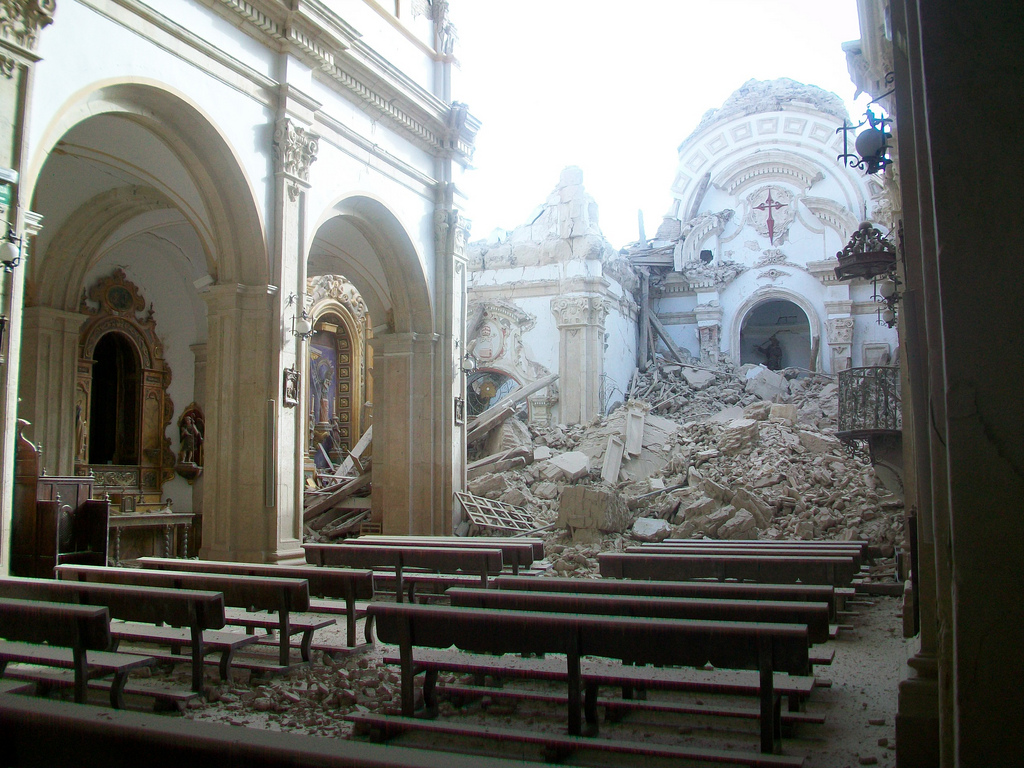
El crucero de la iglesia de Santiago, destruido tras el terremoto de Lorca

Entre los incendios que sufrió destaca el de la noche del 29 de abril de 1911, obligando a de nuevo a restaurarla, sobre todo el interior, hasta abrirla en 1915. Con la Guerra Civil y más concretamente en el año 1936, se produce el incendio más devastador de todos los que sufre el templo, arrasando todos los bienes muebles del interior.
En 1940 la iglesia volvió a ser reconstruida. En este momento es cuando se construye el campanario que actualmente tiene la iglesia. Así no se volvió a actuar sobre ella hasta 1994, año en que se restauró la cúpula y cubierta del templo.
El 11 de mayo de 2011, otro terremoto dejó parte de la iglesia destruida. Se vino abajo el crucero y la cúpula mientras que el campanario quedó dañado teniendo que, como otras iglesias de Lorca, ser consolidado.
En 2018 se inauguró la reconstrucción del templo, obra de Juan de Dios de la Hoz, galardonada con el Premio Rafael Manzano por su trabajo fiel a informes de arqueólogos, historiadores, restauradores.